# فری ایرلاینز
فری ایرلاینز (به انگلیسی: Free Airlines) یک شرکت هواپیمایی است. دفتر مرکزی فری ایرلاینز در کینشاسا، جمهوری دموکراتیک کنگو واقع شده‌است و قطب این شرکت هواپیمایی در فرودگاه ان دولو قرار دارد.